# Acridocarpus austrocaledonicus
Acridocarpus austrocaledonicus là một loài thực vật có hoa trong họ Malpighiaceae. Loài này được Baill. mô tả khoa học đầu tiên năm 1876.